# Веселина (Разградская область)
Веселина (болг. Веселина) — село в Болгарии. Находится в Разградской области, входит в общину Лозница. Население составляет 954 человека.

## Политическая ситуация
В местном кметстве Веселина, в состав которого входит Веселина, должность кмета (старосты) исполняет Ахмед Ибрямов Ахмедов (Движение за права и свободы (ДПС)) по результатам выборов.
Кмет (мэр) общины Лозница — Айхан Мустафов Хашимов (ДПС) по результатам выборов.

## Знаменитые уроженцы
- Юсеин Мехмедов (1924—2014) — борец, призёр Олимпийских игр